# 勐永镇
勐永镇，是中华人民共和国云南省临沧市耿马傣族佤族自治县下辖的一个乡镇级行政单位。

## 行政区划
勐永镇下辖以下地区：
勐永村、新和村、芒来村、芒佑村、芒糯村、帮令村、香竹林村和光木林村。